# William Russ
William Russ est un acteur américain et metteur-en-scène de télévision, né le 20 octobre 1950 à Portsmouth, en Virginie (États-Unis). Il est peut-être plus connu pour son rôle de Alan Matthews dans le sitcom Boy Meets World (1993–2000). Russ est aussi notablement connu pour ses rôles à la télévision, comme Un flic dans la mafia (Wiseguy), le soap opera Another World, Les feux de l'amour (The Young and the Restless) ainsi que les longs métrages : L'Étoffe des héros (1983), Pastime (1990) et American History X (1998).

## Filmographie

### Acteur

#### Cinéma
- 1977 : Death Bed: The Bed That Eats (en) : Sharon's Brother
- 1979 : Just You and Me, Kid (en) de Leonard B. Stern (en) : Demesta
- 1980 : La Chasse (Cruising) : Paul Gaines
- 1981 : Winchester et Jupons courts (Cattle Annie and Little Britches) de Lamont Johnson : Little Dick Raidler
- 1982 : Police frontière (The Border) : Jimbo
- 1983 : L'Étoffe des héros (The Right Stuff) : Slick Goodlin
- 1984 : Courage : Sonny
- 1985 : Beer : Merle Draggett
- 1987 : Mort ou vif (Wanted: Dead or Alive) : Danny Quintz
- 1987 : Froid comme la mort (Dead of Winter) : Rob Sweeney
- 1988 : L'Ange des ténèbres (en) (The Unholy) : Luke
- 1989 : Désorganisation de malfaiteurs (Disorganized Crime) : Nick Bartkowski
- 1991 : Pastime (en) : Roy Dean Bream
- 1992 : Traces de sang (Traces of Red) d'Andy Wolk : Michael Dobson
- 1993 : Aspen Extreme : Dave Ritchie
- 1998 : American History X : Dennis Vinyard
- 2001 : Buck Naked Arson : Ranger Lightcap
- 2001 : La Maison sur l'océan (Life as a House)
- 2009 : Gary's Walk : Vemon
- 2009 : Pawn : Justin Elliot Randolph
- 2009 : A Fork in the Road : Détective Ross

#### Télévision
- 1978 : Another World (série télévisée) : Burt McGowan
- 1981 : Crisis at Central High (en) (téléfilm) : J.O. Powell
- 1982 : Répétition pour un meurtre (en) (Rehearsal for Murder) (téléfilm) : Frank Heller
- 1982 : Shérif, fais-moi peur (The Dukes of Hazzard) (série télévisée)  : Scroggins
- 1983 : Les Enquêtes de Remington Steele (Remington Steele) (série télévisée) : Chance McCormick
- 1983 : V (téléfilm) : Brad
- 1985 : Riptide (série télévisée) : Mack McPherson
- 1985 : Deux Flics à Miami (Miami Vice) (série télévisée) : Evan Freed
- 1985 : Rick Hunter (Hunter) (série télévisée) : Jack Lachman
- 1985 : Commando 5 (téléfilm) : J.D. Smith
- 1985 : Les Feux de l'été (The Long Hot Summer) (téléfilm) : Jody Varner
- 1986 : St. Elsewhere (série télévisée) : Patrick O'Casey
- 1986 : La Fleur ensanglantée (en) (Blood & Orchids) (téléfilm) : Lloyd Murdoch
- 1986 : Le choix (Second Serve) (téléfilm) : Josh
- 1986 : Houston: The Legend of Texas (téléfilm) : William Travis
- 1986 : Les Incorruptibles de Chicago (Crime Story) (série télévisée) : Det. Wes Connelly
- 1987 : L'Enfer du devoir (Commando Viêt Nam) (série télévisée) : Sgt. Earl Ray Michaels
- 1988 : The Loner (téléfilm) : Jake Willis
- 1988-1990 : Un flic dans la mafia (Wiseguy) (série télévisée) : Roger LoCocco
- 1989 : Nasty Boys (en) (téléfilm) : Ben Farlow
- 1990 : ABC TGIF (série télévisée) : Alan
- 1990 : Capital News (série télévisée) : Redmond Dunn
- 1990 : Fidèle à la promesse (A Promise to Keep) (téléfilm) : Carl
- 1991 : L'Équipée du Poney Express (The Young Riders) (série télévisée)
- 1991 : Tremblement de cœur (Crazy From the Heart) (téléfilm) : Dewey Whitcomb
- 1992 : Bay City Story (téléfilm) : Jim Malone
- 1992 : Traces de sang (Traces of Red) (téléfilm) : Michael Dobson
- 1993 : Brisco County (série télévisée) : Jack Randolph
- 1993 : SeaQuest, police des mers (série télévisée) : Rusty Thomas
- 1993-2000 : Incorrigible Cory (Boy Meets World) (série télévisée) : Alan Matthews
- 1994 : Viper (série télévisée) : Mr. Townsend
- 1995 : Deux mamans sur la route (Trail of Tears) (téléfilm) : David
- 1996 : Mon fils a disparu (Have You Seen My Son?) (téléfilm) : Van Stein
- 1996 : Nash Bridges (série télévisée) : Scott Lamont / The Monk
- 1997 : Puzzle criminel (téléfilm) : Sheriff Steiger
- 1997 : Stargate SG-1 (série télévisée) : Capitaine Jonas Hansen
- 1997 : Danger de mort (When Danger Follows You Home) (téléfilm) : Detective Tyler Barnes
- 1999 : S'il suffisait d'aimer (Replacing Dad) (téléfilm) : George Marsh
- 1999 : Abus de confiance (The Test of Love) (téléfilm) : Marc Whitman
- 2000 : Ally McBeal (série télévisée) : Michael Bassett
- 2001 : Seuls dans le noir (Blackout) (téléfilm) : David Robbins
- 2001 : Les Anges du bonheur (Touched by an Angel) (série télévisée) : Prof. Thomas North
- 2002 : Division d'élite (The Division) (série télévisée) : Jesse Whalen
- 2002 : Preuve à l'appui (Crossing Jordan) (série télévisée) : Jack Olson
- 2003 : Mister Sterling (série télévisée) : Tommy Doyle
- 2003 : Dragnet (série télévisée) : Ted Paris
- 2003 : À la recherche de John Christmas (Finding John Christmas) (téléfilm) : Hank McCallister
- 2004 : Deadwood (série télévisée) : Otis Russell
- 2004 : Les Experts : Manhattan (CSI:NY) (série télévisée) : Mr. Prescott
- 2004 : JAG (série télévisée) : Maj. Gen. Earl Watson
- 2004 : New York Police Blues (série télévisée) : Hal Matheson
- 2004 : Silver Lake (téléfilm) : Phil Patterson
- 2005 : À la Maison-Blanche (The West Wing) (série télévisée) : Dan
- 2005 : FBI : Portés disparus (Without a Trace) (série télévisée) : Max Cassidy
- 2005, 2007 et 2008 : Boston Justice (série télévisée) : Christopher Palmer
- 2006 : Les Soprano (The Sopranos) (série télévisée) : Paul Calviano
- 2007 : Demons (téléfilm) : Senateur Carney
- 2007 : Numbers (série télévisée) : Michael Shannon
- 2007 : Ghost Whisperer (série télévisée) : Bill Bristow
- 2007 : Les Experts (CSI: Crime Scene Investigation) (série télévisée) : Jonah Quinn
- 2008 : Wildfire (série télévisée) : Dean Nichols
- 2008 : Bella et ses ex (The Ex List)) (série télévisée) : Jimmy Bloom
- 2009 : Mentalist (série télévisée) : Dooley Gerber
- 2009-2010 : Les Feux de l'amour (The Young and the Restless) (série télévisée) : Tucker McCall
- 2011 : Leverage (série télévisée) : Beck
- 2012 : Esprits criminels (série télévisée) : Donald Collins
- 2014-2017 : Le Monde de Riley (Girl Meets World) (série télévisée) : Alan Matthews
- 2017 : Colony (série télévisé) : Hennessey
- 2015: Scandal (saison 5 épisode 7) (série télévision) Frank Holland

### Réalisateur
- 1993 : Incorrigible Cory (Boy Meets World) (série télévisée)